# Kjellaug Pettersen
Kjellaug Pettersen (* 5. Januar 1934 auf Andøya; † 11. November 2012) war eine norwegische Regierungsbeamtin und Frauenrechtlerin.

## Leben
Pettersen war ursprünglich Lehrerin und Rektorin der Bygdøy-Schule im Zeitraum 1979–1988. 1981 wurde sie vom Ministerium für Kirche und Bildung in eine Arbeitsgruppe zur Gleichstellung der Geschlechter berufen. 1991 übernahm sie die Leitung des damaligen Gleichstellungssekretariats im Ministerium für Bildung und Forschung, wo sie später als Sonderbeauftragte für Gleichstellungsangelegenheiten (im Range einer Ministerialdirektorin) tätig war.
Sie war Präsidentin der Norsk Kvinnesaksforening von 1994 bis 1998; davor leitete sie 1992–1994 die Abteilung der Organisation in Oslo. Sie wurde 1994 vom Außenministerium zum Mitglied des Menschenrechtsausschusses ernannt.

## Publikationen
- Framtidsdrømmen og virkeligheten : jenter og gutter velger utdanning og yrke, Friundervisningens forlag, 1990, ISBN 82-7020-297-5
- Tøffe gutter, stille jenter; hjemme og på skolen, Aventura, 1987, ISBN 82-588-0442-1